# Kazuki Anzai
Kazuki Anzai (japanisch 安在 和樹 Anzai Kazuki; * 7. August 1994 in Kunitachi) ist ein japanischer Fußballspieler.
Kazuki Anzai ist der Bruder von Tatsuya Anzai.

## Karriere
Anzai erlernte das Fußballspielen in der Jugendmannschaft von Tokyo Verdy. Hier unterschrieb er 2013 auch seinen ersten Profivertrag. Der Verein aus der Präfektur Tokio spielte in der zweiten japanischen Liga, der J2 League. Für den Verein absolvierte er 144 Ligaspiele. 2018 wechselte er zum Erstligisten Sagan Tosu nach Tosu. Die Saison 2020 wurde er an den Zweitligisten Renofa Yamaguchi FC ausgeliehen. Für den Verein aus Yamaguchi absolvierte er 29 Zweitligaspiele. Im Anschluss erfolgte eine Ausleihe zum ebenfalls in der zweiten Liga spielenden Tokyo Verdy. Hier bestritt er zwölf Ligaspiele. Nach der Ausleihe kehrte er im Januar 2022 zu Sagan Tosu zurück. Hier wurde sein Vertrag nicht verlängert. Im Februar 2022 nahm ihn der Fünftligist Okinawa SV unter Vertrag. Mit dem Verein spielte er in der Kyushu Soccer League. Am Ende der Spielzeit 2022 wurde er mit dem Klub Meister und stieg in die vierte Liga auf. Nach insgesamt 52 Ligaspielen für Okinawa wurde sein Vertrag nach der Saison 2024 nicht verlängert.

## Erfolge
Okinawa SV
- Kyushu Soccer League: 2022